# Apfelteiler

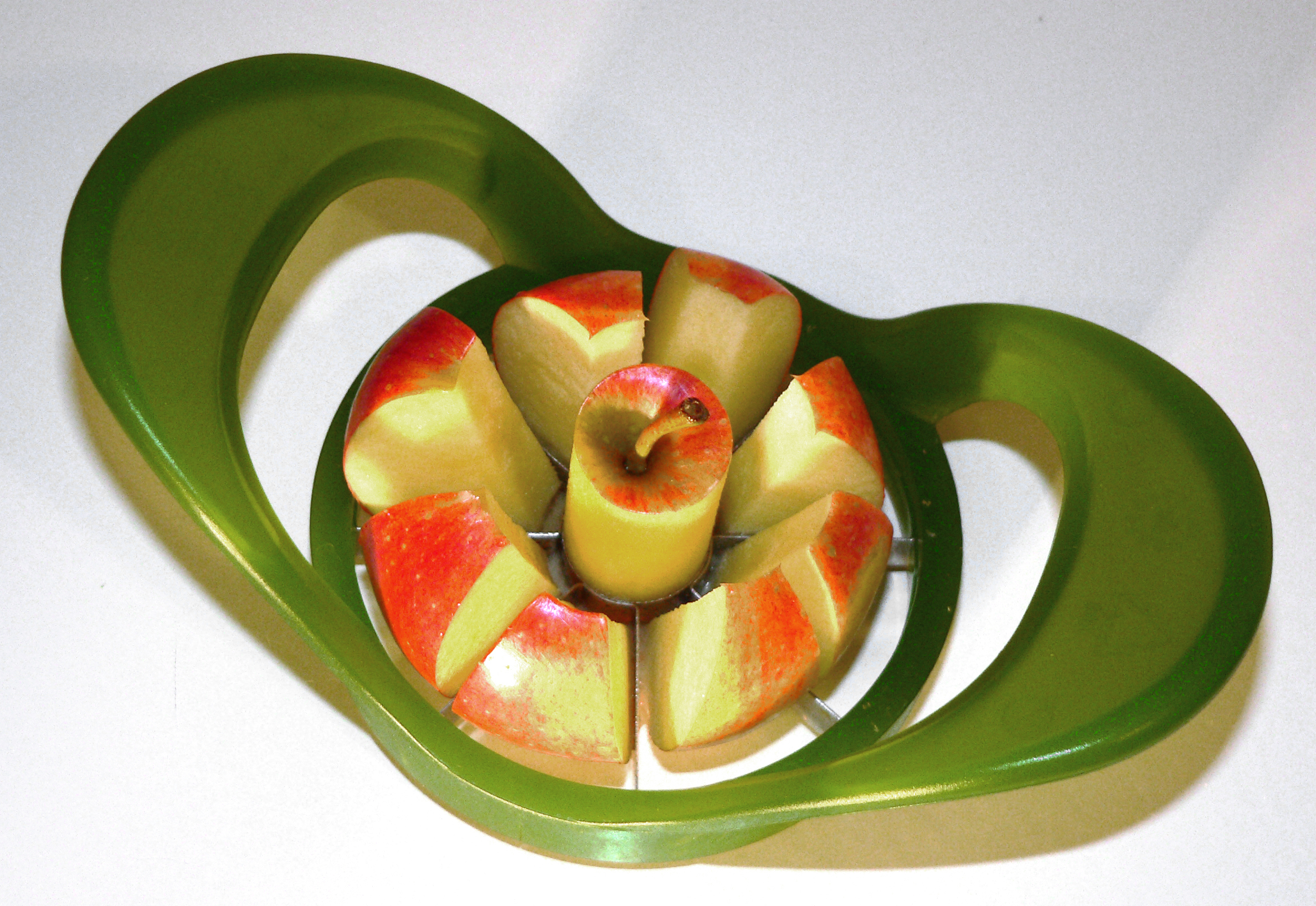
Handelsüblicher Apfelteiler

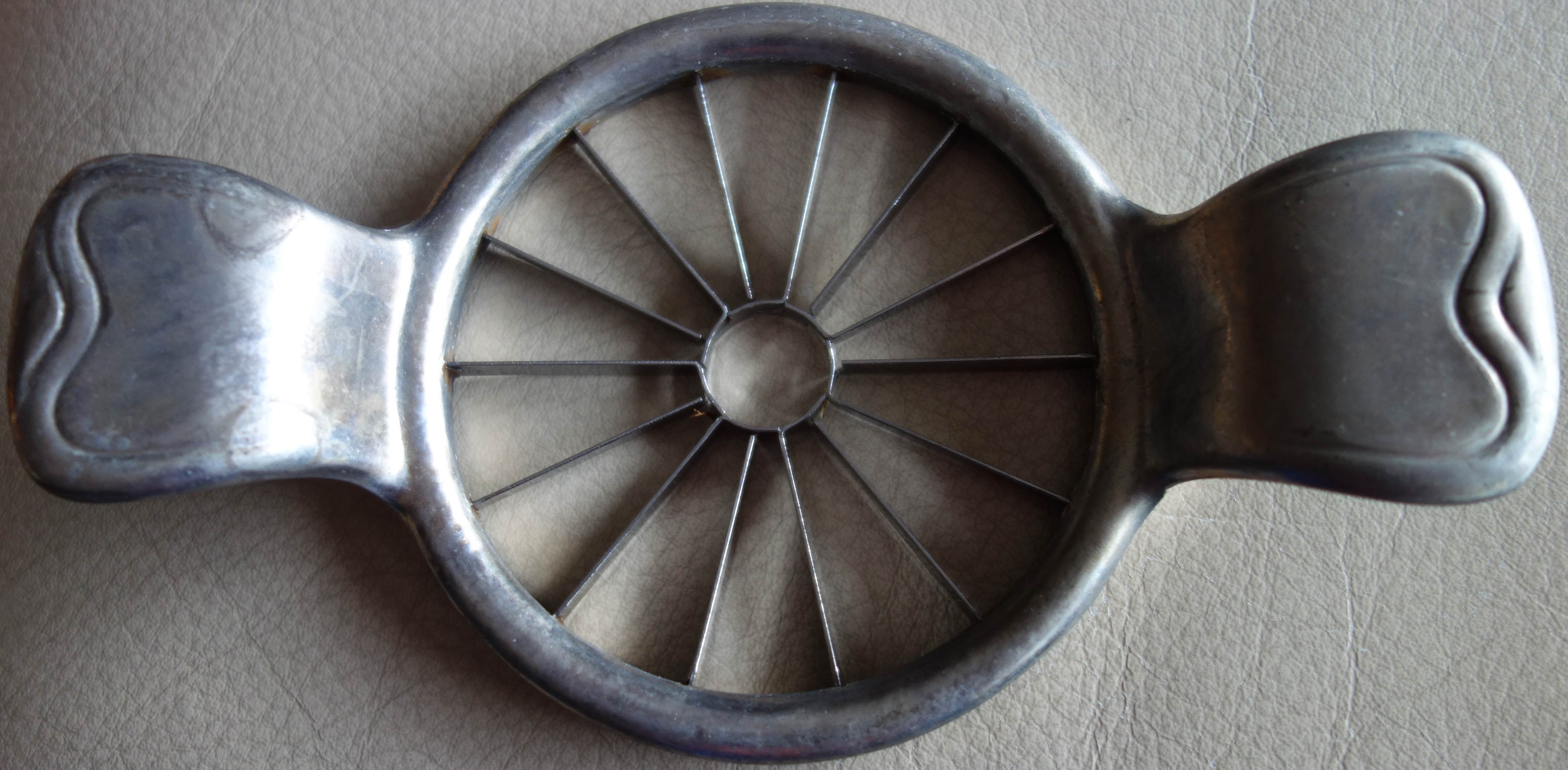
Dieser Metall-Apfelteiler teilt einen Apfel in 14 gleich große Stücke.

Ein Apfelteiler oder Apfelschneider ist ein Küchengerät zum Aufschneiden und Entkernen von Äpfeln. Es entfernt in einem Schritt das Kerngehäuse des Apfels und teilt den Rest in zumeist acht – vereinzelt auch zwölf oder vierzehn – gleich große Stücke. Der Apfelteiler hat einen Metall- oder Kunststoffgriff, der den Händen Halt bietet und ihnen genügend Abstand (und somit den notwendigen Schutz) vor den scharfen, meist aus Edelstahl bestehenden Klingen gibt.
Mit dem Apfelteiler lassen sich auch Ananas-Ringe in gleichmäßige Stücke teilen.